# 稲沢市立大里中学校
稲沢市立大里中学校（いなざわしりつおおさとちゅうがっこう）は、愛知県稲沢市奥田寺切69にある公立中学校である。愛称は里中（さとちゅう）。

## 校訓・校歌

### 校訓
- 責任/協同/勤労/感謝
- 自らを律し、言動に責任をもち、自立心に富む生徒
- 自他の存在を認め合い、創意工夫しながら向上をめざす生徒
- たくましい体力や気力にあふれ、勤労や奉仕を尊ぶ生徒
- 礼節を重んじ、社会の一員として共生・貢献のできる生徒

### 校歌
作曲：山崎敏夫
作詞：田村範一

## 沿革
- 1947年（昭和22年）4月 - 大里村立大里中学校として開校。
- 1958年（昭和33年）9月4日 - 現校名に改称。
- 1986年（昭和61年）4月1日 - 稲沢市立大里東中学校が分離独立。

## 部活動

### 文化部
- 吹奏楽部（男女）
- 美術パソコン部（男女）

### 運動部
- 軟式野球部（男子）
- ソフトボール部（女子）
- サッカー部（男子）
- ソフトテニス部（男子・女子）
- バレーボール部（女子）
- 卓球部（女子）
- バスケットボール部（男子）

## 委員会
- 生活委員会
- 保健委員会
- 図書委員会
- 広報委員会
- 給食委員会
- 美化委員会
- 安全委員会

## 里中乱舞
2004年には独自の演舞である「里中乱舞」を製作し、毎年3年生がふれあい文化祭やにっぽんど真ん中祭りなどで披露している。毎年3年生有志によって作りかえられている。

## アクセス
- 名鉄名古屋本線大里駅から北西へ約1,000m
- 名鉄名古屋本線奥田駅から南へ約1,000m

## 通学方法
防犯上の理由により、2008年度より希望者全員が自転車通学をすることができるようになった。